# Fritzi Ridgeway
Fritzi Ridgeway (Butte, 8 aprile 1898 – Lancaster, 29 marzo 1961) è stata un'attrice statunitense, attiva soprattutto nell'epoca del muto.

## Biografia
Ex cavallerizza, negli anni venti Fritzi Ridgeway prese parte ad una sessantina di pellicole tra corti e lungometraggi, in alcuni casi come Fritzie Ridgeway o Fritzie Ridgway. Con l'avvento del sonoro girò alcuni film con registi quali William Wyler, Frank Borzage e Rouben Mamoulian, chiudendo la carriera a soli 36 anni.
È stata sposata con il compositore di colonne sonore russo Constantin Bakaleinikoff.

## Filmografia

### Cortometraggi
- The Bridesmaid's Secret, regia di Charles Brabin (1916)
- Where Glory Waits, regia di Allen Holubar (1917)
- A Blissful Calamity, regia di Thomas N. Heffron (1917)
- The Wrong Man, regia di Fred Kelsey (1917)
- Il pastore di anime (The Soul Herder), regia di John Ford (1917)
- Their Neighbor's Baby, regia di Harry Edwards (1918)
- The Poor Fish, regia di William Beaudine (1918)
- Tapering Fingers, regia di John Francis Dillon (1919)
- His Friend's Trip, regia di Eddie Lyons e Lee Moran (1919)
- Winning a Bride, regia di Raymond Wells (1919)
- The Ranger of Pikes Peak, regia di Raymond Wells (1919)
- Wild Wild West, regia di Grover Jones (1920)
- A Life for a Life, regia di Harry Moody (1921)

### Lungometraggi

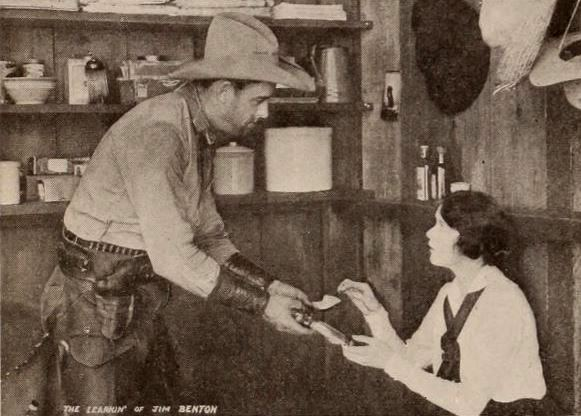
The Learnin' of Jim Benton (1917)

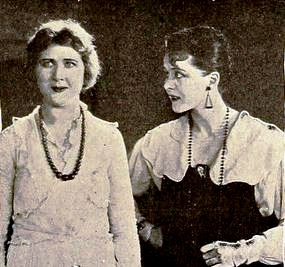
The Petal on the Current (1919)

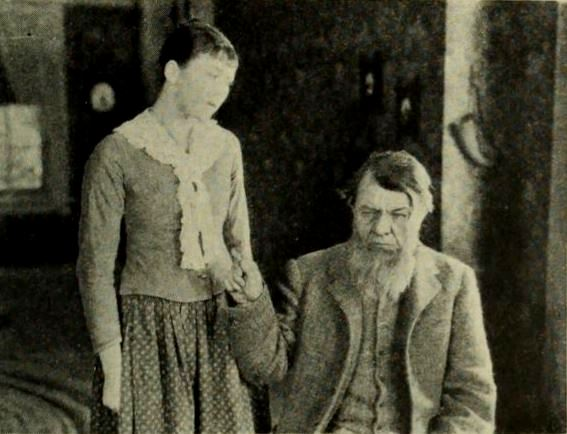
The Old Homestead (1922)

- The Hero of the Hour, regia di Raymond Wells (1917)
- High Speed, regia di George L. Sargent e Elmer Clifton (1917)
- The Calendar Girl, regia di Rollin S. Sturgeon (1917)
- Up or Down?, regia di Lynn Reynolds (1917)
- The Learnin' of Jim Benton, regia di Clifford Smith (1917)
- The Law's Outlaw, regia di Clifford Smith (1918)
- Real Folks, regia di Walter Edwards (1918)
- Faith Endurin', regia di Clifford Smith (1918)
- The Danger Zone, regia di Frank Beal (1918)
- The Fire Flingers, regia di Rupert Julian (1919)
- When Doctors Disagree, regia di Victor Schertzinger (1919)
- The Unpainted Woman, regia di Tod Browning (1919)
- The Petal on the Current, regia di Tod Browning (1919)
- Judy of Rogue's Harbor, regia di William Desmond Taylor (1920)
- Bring Him In, regia di Robert Ensminger e Earle Williams (1921)
- The Fatal 30, regia di John J. Hayes (1921)
- The Menacing Past, regia di Tom Gibson (1922)
- The Hate Trail, regia di Milburn Morante (1922)
- Boomerang Justice, regia di Edward Sedgwick (1922)
- The Old Homestead, regia di James Cruze (1922)
- Branded Man, regia di anonimo (1922)
- Trifling with Honor, regia di Harry A. Pollard (1923)
- Hollywood, regia di James Cruze (1923)
- The Cricket on the Hearth, regia di Lorimer Johnston (1923)
- Ruggles of Red Gap, regia di James Cruze (1923)
- Nobody's Widow, regia di Donald Crisp (1927)
- Man Bait, regia di Donald Crisp (1927)
- Getting Gertie's Garter, regia di E. Mason Hopper (1927)
- Girl in the Rain, regia di anonimo (1927)
- Lonesome Ladies, regia di Joseph Henabery (1927)
- Face Value, regia di Robert Florey (1927)
- The Enemy, regia di Fred Niblo (1927)
- Cohen e Kelly aviatori (Flying Romeos), regia di Mervyn LeRoy (1928)
- Son of the Golden West, regia di Eugene Forde (1928)
- Red Hot Speed, regia di Joseph Henabery (1928)
- Nuovo mondo (This Is Heaven), regia di Alfred Santell (1929)
- Gli eroi del deserto (Hell's Heroes), regia di William Wyler (1929)
- Prince of Diamonds, regia di Karl Brown (1930)
- The Mad Parade, regia di William Beaudine (1931)
- Ladies of the Big House, regia di Marion Gering (1931)
- Silenzio sublime (Frisco Jenny), regia di William A. Wellman (1932) - non accreditata
- House of Mystery, regia di William Nigh (1934)
- E adesso pover'uomo? (Little Man, What Now?), regia di Frank Borzage (1934) - non accreditata
- No Ransom, regia di Fred C. Newmeyer (1934)
- Resurrezione (We Live Again ), regia di Rouben Mamoulian (1934) - non accreditata